# Louise de Prie

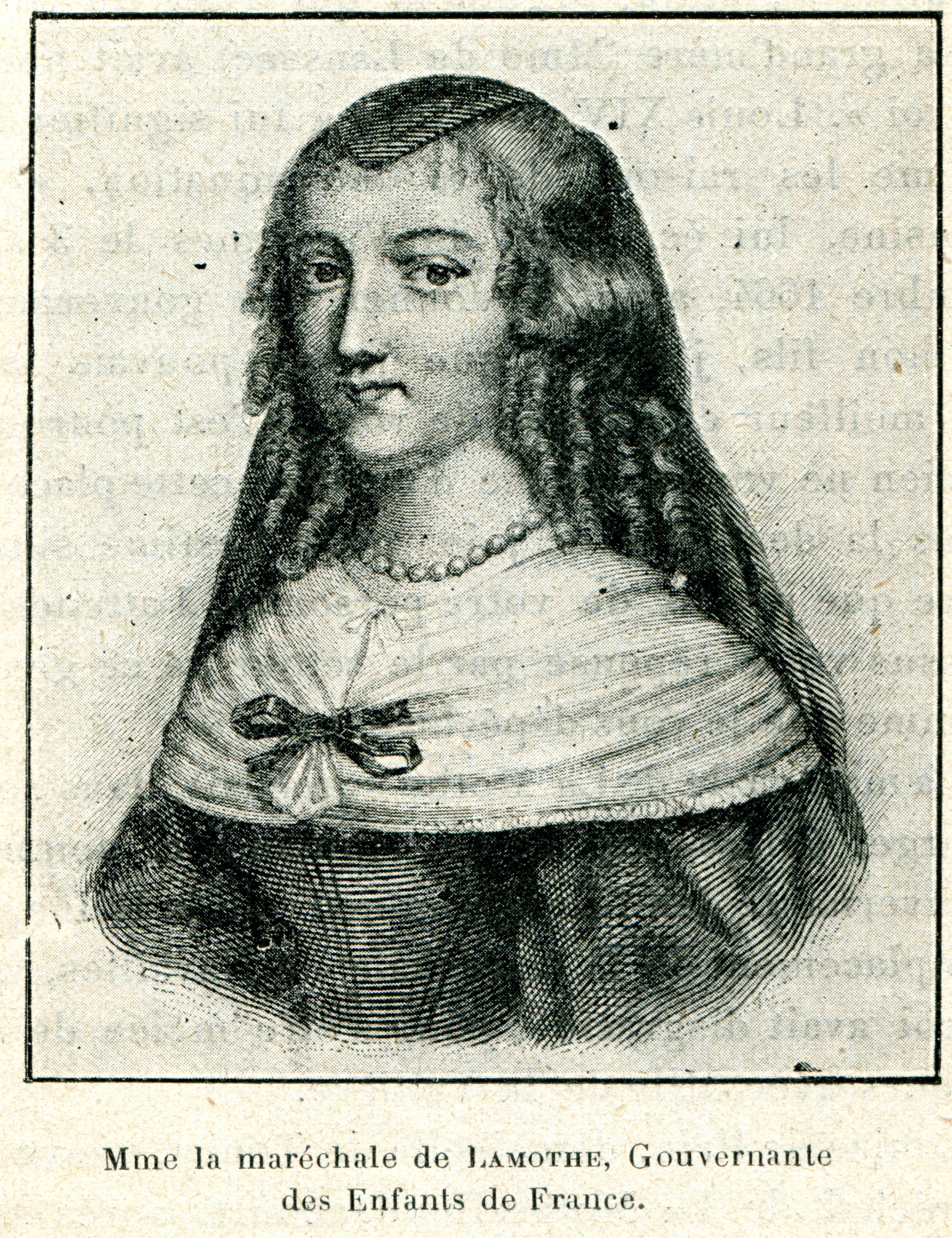
Louise de Prie

Louise de Prie, född 1624, död 6 januari 1709 i Versailles, var en fransk hovfunktionär. Hon var Guvernant till Frankrikes barn och som sådan guvernant till först kung Ludvig XIV av Frankrikes barn (1661-72) och därefter även till kronprinsens barn (1682-91). 

## Biografi
Louise de Prie var den andra dottern och arvtagaren till Louis de Prie, markisen de Toucy, och Françoise de Saint-Gelais-Lusignan. Hon gifte sig med marskalk Philippe de La Mothe-Houdancourt, hertig av Cardona, den 22 november 1650 i Saint-Brie-en-Auxerrois. 
Hon var mor till Marie de La Ferté-Senneterre och Charlotte de La Motte Houdancourt, som i tur och ordning efterträdde henne som kunglig guvernant. 
Louise de Prie blev änka 1657. När kungen fick sitt första barn 1661, utnämndes hon till kunglig guvernant. Hon fick därmed ansvaret för kronprinsen fram till att hans uppfostran avslutades 1672. 
När kronprinsens första barn föddes 1682, återinträdde hon i sin ställning som guvernant, nu med ansvar för kronprinsens barn fram till 1691, när den yngsta av kronprinsens barn var fem år gammal och överlämnades till "manlig vård". När kronprinsen fick sitt första barnbarn år 1704, återinträdde hon åter i tjänst. Hon avled år 1709 och efterträddes av sin dotter som guvernant.  